# Форт-Самнер (Нью-Мексико)
Форт-Самнер (англ. Fort Sumner) — селище (англ. village) в США, в окрузі Де-Бака штату Нью-Мексико. Населення — 889 осіб (2020).

## Географія
Форт-Самнер розташований за координатами 34°29′14″ пн. ш. 104°13′0″ зх. д. / 34.48722° пн. ш. 104.21667° зх. д. (34.487098, -104.216779).  За даними Бюро перепису населення США в 2010 році селище мало площу 8,66 км², з яких 8,58 км² — суходіл та 0,08 км² — водойми.

### Клімат
| Клімат : Форт-Самнер  | Клімат : Форт-Самнер | Клімат : Форт-Самнер | Клімат : Форт-Самнер | Клімат : Форт-Самнер | Клімат : Форт-Самнер | Клімат : Форт-Самнер | Клімат : Форт-Самнер | Клімат : Форт-Самнер | Клімат : Форт-Самнер | Клімат : Форт-Самнер | Клімат : Форт-Самнер | Клімат : Форт-Самнер | Клімат : Форт-Самнер |
| Показник              | Січ.                 | Лют.                 | Бер.                 | Квіт.                | Трав.                | Черв.                | Лип.                 | Серп.                | Вер.                 | Жовт.                | Лист.                | Груд.                | Рік                  |
| Середній максимум, °C | 13,5                 | 16,0                 | 20,3                 | 25,3                 | 29,8                 | 35,2                 | 34,7                 | 33,6                 | 30,2                 | 24,5                 | 18,1                 | 13,2                 | 24,5                 |
| Середній мінімум, °C  | −5,4                 | −3,2                 | 0,9                  | 4,3                  | 10,4                 | 15,8                 | 17,9                 | 17,2                 | 12,9                 | 5,9                  | −1,6                 | −5                   | 5,8                  |
| Норма опадів, мм      | 11                   | 10                   | 18                   | 22                   | 33                   | 41                   | 55                   | 82                   | 44                   | 40                   | 17                   | 15                   | 387                  |
| --------------------- | -------------------- | -------------------- | -------------------- | -------------------- | -------------------- | -------------------- | -------------------- | -------------------- | -------------------- | -------------------- | -------------------- | -------------------- | -------------------- |
| Джерело: NOAA         |                      |                      |                      |                      |                      |                      |                      |                      |                      |                      |                      |                      |                      |

## Демографія
Згідно з переписом 2010 року, у селищі мешкала 1031 особа в 489 домогосподарствах у складі 276 родин. Густота населення становила 119 осіб/км².  Було 662 помешкання (76/км²).
Расовий склад населення:
| - 82,9 % — білих - 0,6 % — корінних американців - 0,1 % — чорних або афроамериканців - 11,3 % — осіб інших рас |

До двох чи більше рас належало 5,1 %. Частка іспаномовних становила 54,6 % від усіх жителів.
За віковим діапазоном населення розподілялося таким чином: 22,5 % — особи молодші 18 років, 51,7 % — особи у віці 18—64 років, 25,8 % — особи у віці 65 років та старші. Медіана віку мешканця становила 47,3 року. На 100 осіб жіночої статі у селищі припадало 91,6 чоловіків;  на 100 жінок у віці від 18 років та старших — 92,1 чоловіків також старших 18 років.
Середній дохід на одне домашнє господарство  становив 37 700 доларів США (медіана — 26 016), а середній дохід на одну сім'ю — 49 346 доларів (медіана — 39 643). За межею бідності перебувало 29,3 % осіб, у тому числі 18,3 % дітей у віці до 18 років та 13,4 % осіб у віці 65 років та старших.
Цивільне працевлаштоване населення становило 325 осіб. Основні галузі зайнятості: освіта, охорона здоров'я та соціальна допомога — 26,5 %, мистецтво, розваги та відпочинок — 17,8 %, будівництво — 14,5 %.